# ۱۲۶۶ (قمری)
۱۲۶۶ (قمری)، هزار و دویست و شصت و ششمین سال در گاهشماری هجری قمری است. اول محرم این سال برابر با هفدهم نوامبر سال ۱۸۴۹ میلادی است.

## زادگان
- 20 صفر - ظل السلطان : شاهزاده قاجاری ، فرزند ناصرالدین‌شاه قاجار.

## درگذشتگان
- صاحب جواهر

## وابسته
- مرتضی انصاری
- پرتو اصفهانی